# Kalanchoe olivacea
Kalanchoe olivacea är en fetbladsväxtart som beskrevs av Dalz.. Kalanchoe olivacea ingår i släktet Kalanchoe och familjen fetbladsväxter. Inga underarter finns listade i Catalogue of Life.